# Marlon Escalante
Marlon Escalante Álvarez (San Cristóbal, Táchira, Venezuela; 19 de febrero de 1974) es un árbitro  de fútbol venezolano. Es internacional FIFA desde el año 2009.

## Carrera en el fútbol
Marlon Escalante se inició en el fútbol aficionado en el año 1997 en el campeonato municipal y estatal, su salto al fútbol mayor lo dio en primera división en el juego Caracas contra Estudiantes y desde ese día ha sumado éxitos, sinsabores y satisfacciones. 
En el año 2009 fue designado para pitar en el Sudamericano Sub-15 y desde esa fecha forma parte de las convocatorias que lo llevaron al Preolímpico de Perú 2011, el Mundial de Colombia 2011 y recientemente estuvo en el Sudamericano de Argentina, estos 3 eventos en la categoría sub-20, participó en el sub-17 de Argentina en el mes de abril de este año (2013) y varios partidos amistosos internacionales.
Representante venezolano
Marlon tiene el perfil del árbitro que solicita la Conmebol, por ello ya suma 17 juegos de Copa Libertadores, uno en Copa Suramericana y ahora aspira mantenerse en ese ranking que muy seguramente lo llevará a una cita mundial. 
Para el arbitraje venezolano la labor de Escalante es de gran satisfacción, los del ambiente del fútbol regional (Tachirense)  saben de su capacidad y desean que en el futuro pueda concretar sus metas y proyectos que lleva bien encaminados gracias a su sacrificio, mística y respeto por la profesión de árbitro.
Formó parte del grupo de árbitros para la Copa Mundial de Fútbol Sub-20 de 2011, y estuvo en varios partidos como cuarto árbitro.
Ingeniero civil de profesión
A Escalante su labor arbitral no lo separa de sus deberes cotidianos  y estos lo han llevado a recibirse de TSU en Construcción Civil e Ingeniero Civil, profesión que desempeña en Hidrosuroeste donde cumple sus labores y a su vez lo apoyan como árbitro de fútbol, todo gracias al respaldo del presidente de esta empresa hídrica, Jacinto Colmenares, que siempre le brinda esa posibilidad de desempeñarse en las canchas del mundo.
Dos sudamericanos en el 2013
“Es un paso enorme. El fútbol venezolano está mejorando mucho. Y también el aspecto arbitral está evolucionando”, dijo Escalante, el árbitro llanero que dirigió recientemente en Copa Libertadores de América.